# بارکر (ویرجینیای غربی)
بارکر (به انگلیسی: Barker) یک منطقهٔ مسکونی در ایالات متحده آمریکا است که در شهرستان وتزل، ویرجینیای غربی واقع شده‌است. بارکر ۲۲۴٫۰۳ متر بالاتر از سطح دریا واقع شده‌است.